# الدين الإلهي
الدين الإلهي فلسفة دينية صوفية جديدة وقيل بأن الذي وضعها السلطان جلال الدين أكبر، سلطان مغول الهند والى الان لا احد يعلم هل الذي وضعها هو السلطان جلال الدين اكبر او غيره

## فلسفته
السياسة التي اتبعها السلطان جلال الدين أكبر، كانت مثار الاختلاف الشديد بين الناس في عصره وحتى يوم الناس هذا. فالسلفيون على سبيل المثال اتهموه بالانسلاخ عن الدين وهذا مالم يقره مجموع آخر من علماء أهل السنة المعاصرين وقالوا بأسلامه لآخر يوم في حياته، وفريق الأوروبيين من المبشرين والرّحالة الذين وفدوا على بلاطه توهموا فيه ظنونًا أملتها رغباتهم ومهماتهم التي يقومون بها، وفريق ثالث يتألف من أتباع الهندوسية والبوذية والبارسية والجينينية راحوا يصورون عقيدته بما يكفل لهم القرب عنده.
نشأ أكبر مسلما على دين أسلافه، وبعد أن تسلم الحكم ظل متمسكا بعقيدته الإسلامية، وهناك رأيان حول تدينه الأول ماتبناه فريق من المؤرخين والمستشرقين يلخصه ويل ديورانت ، "ان أكبر تأثر بالفلسفة التي كان يهواها ويمضي في سماع كتبها كثيرا من وقته، فنظر إلى المجتمع الذي يحكمه نظرة فلسفية، ورأى أن تنوع الأديان والمعتقدات يفت في عضد المجتمع ويقف حائلا بين تماسكه، فعمل على إنشاء دين جديد مزيج من كل ديانات الهند يؤمن بإله واحد يعبده الجميع ويختلف من طائفة إلى أخرى.
اعترض كبار رجال الدين الإسلامي والمسيحي والهندوسي على هذه الأفكار، ونفى كثير من رجال الدين الإسلامي، والتف بضعة الاف من الهنود حول دينه الجديد طمعا في أن يكسبوا قدما لدى الدولة.
كان يؤمن أكبر بتناسخ الأرواح ويظن أن كل الديانات بما فيها دينه الإسلام إنما هي وحي مزعوم.
لكنه تودد إلى أهل الأديان جميعا فكان يظهر لابسا قميصا ومنطقة مقدسين تحت ثيابه كما يلبس الزرادشتيون، وكان يظهر واضعا ألوانا على رأسه مثلما يفعل الهندوس، وانصاع للجانتيين حين طلبوا اليه أن يمتنع عن الصيد وأن يحرم قتل الحيوان في أيام معلومة، ولما سمع عن الديانة الجديدة المسماة بالمسيحية، التي جاءت إلى الهند مع بعثة «جوا» البرتغالية، أرسل خطابا إلى هؤلاء المبشرين التابعين لمذهب بولس يدعوهم أن يبعثوا إليه باثنين من علمائهم، وحدث بعد ذلك أن قدم دلهي جماعة من الجزويت، وحببوه في المسيح حتى دعا مترجميه أن يترجموا له العهد الجديد، وأباح لهؤلاء الجزويت أن ينصروا إليهم من شاؤوا، بل عهد إليهم بتربية أحد أبنائه.
وتزوج من نساء البراهمة والهندوس والمسلمين جميعا".
وهناك مجموعة أخرى من المؤرخين الأكاديميين تؤكد بأن أكبر عاش ومات مسلما ويلخصه عماد الدين خليل بقوله «ان جلال الدين أكبر كان رجل دولة بأمتياز وسياسي من الطراز الأول عاش ومات مسلما حنفيا، واراد ان يتقرب للمزاج العام للشارع الهندي من خلال محاولة للتقريب بين الاديان والملل وجمع علماء الدين من شتى الاديان والمذاهب للجلوس معا على طاولة واحدة للحوار، لا الانسلاخ من عقائدهم وتبرز هنا جدلية الدين والسياسة وعمق أكبر وعبقريته السياسة، الا ان اعدائه كانوا حريصين على تشويه سمعته وانه ارتد عن الإسلام مما لا يرضاه المنطق والمؤرخ المحقق، حسدا على تاريخ أكبر الزاخر، وهو هنا يذكرنا بالخليفة المأمون العباسي ومجالسه الفكرية وجرأته في الطرح».
الدين الإلهي يعبر فلسفة أكثر منه دينًا يوفق بين الأديان قدمه الإمبراطور المغولي جلال الدين أكبر بعام 1582. كان الهدف منه مزج أفضل خصال أديان إمبراطوريته فيقضي بذلك على الخلافات التي قسمت رعيته. أساسه الإسلام و وأقتبس البعض من الهندوسية، ولكنه استمد أيضًا القليل من المسيحية والجاينية والسيخية والزرادشتية.
روج أكبر التسامح مع المعتقدات الأخرى. بالحقيقة، لم يتسامح معها فقط، بل شجع أيضًا النقاشات الفلسفية والدينية. أدى ذلك لإنشاء الـ عبادت خانه في فتحبور سيكري عام 1575. ألغى أكبر قبل ذلك الجزية عام 1568. زادت تجربة دينية خاض بها خلال الصيد عام 1578 اهتمامه بتقاليد إمبراطوريته الدينية.
من النقاشات التي دارت بدار العبادة، إستنتج أكبر أنه لا يقدر دين واحد على احتكار الحقيقة. ألهمه ذلك لينتج فلسفة الدين الإلهي عام 1582. اعتبر العديد من المسلمين ذلك تجديفًا للإسلام، منهم قاض البنغال والشيخ الصوفي المؤثر أحمد السرهندي. طبقًا للمؤرخ مبارك علي، لم يذكر اسم الدين الإلهي بفترة حكم جلال الدين أكبر. كان معروفًا بذلك الوقت بالتوحيد الإلهي، كما ذكر في كتابات أبو الفضل بن مبارك. فيمكن أن نقول أنه لم يكن فعلًا دينًا مقارنة بالأديان المشهورة الأخرى، فلم يكن هنالك إجبار على اعتناقه ولا مكافأة ولا عقاب ولا حتى منشآت دينية. نستطيع أن نقول أيضًا أنه كان نظام سياسي يهدف للتوحيد بدلًا من دين. 
استمرت فلسفة الدين الإلهي بعد وفاة أكبر طبقًا لدبستان مذاهب، ولكنه لم يحصد على أكثر من 19 تابع.

## خلاصة
يقول عبد الحليم محمود: الأمبراطور جلال الدين محمد أكبر، يحرص على مبدأ أنه (لا اختلاف بيننا بسبب العقيدة)، ويقول بأنه مسلم حنفي يحترم كل الأديان، فاستهجن المتشددين والمتزمتين ما قاله، وجعلوه ناقص دين، وألبسوه لباس الردة، وقالوا بأنه السبب في تنفذ الأنجليز في الهند، وهو وراء انتشار المسيحية بها، بالرغم من أنه حارب الأنجليز، وبسط نفوذه كسلطان مسلم لأول مرة على كامل شبه جزيرة الدكن، قد تكون له عيوب وأخطاء، إلا أنه من الوجهة السياسية لا يختلف عن باقي سلاطين المسلمين في مشارق الأرض ومغاربها، ولكن تاريخه تعرض لعملية تزييف ممنهج من قبل مبغضيه وأذيالهم من المستشرقين وجاراهم في ذلك بعض المعاصرين بدون تحقيق، والقصد منه، تشويه سيرة هذا السلطان المسلم وتصويره بالمارق عن الدين، ويجب أرجاع الأعتبار لهذا البطل المسلم المفترى عليه.
يقول عبد الرحمن بدوي: الواضح أن «أعمال» جلال الدين أكبر لا تتنافى مع الإسلام في شيء، وقصارى أمرها أنها أمور تنظيمية فرعية لا تمسّ حقيقة الإسلام في شيء، ولا يمكن أبدًا أن يؤاخذ عليها مسلمٌ حتى في ذلك العهد، فضلاً عن أن يُكفّر بها! وإنما تدلّ على أن أفق أكبر الديني كان واسعًا يتجاوز الحدود الضيقة التي يتوهّم بعض المتزمتين ضرورة وضعها للإسلام..

## مبادئ
مبادئ جلال الدين أكبر -كما وردت عند شارح فلسفته المسماة -الدين الإلهي- ستذكرنا للتو بالرسالة القشيرية وما فعله الإمام القشيري من تأصيل آراء الصوفية ومذاهبهم من خلال آيات القرآن الكريم والسنة النبوية.
وهذه مبادئ جلال الدين أكبر:
- 1-الجود والكرم.
- 2-العفو عن المسيء ودفع الغضب.
- 3- التعفف عن شهوات الدنيا.
- 4- التخلص من قيود عالم المكان والفساد، وادخار أسباب نعيم العالم الدائم الوجود.
- 5- رياضة العقل والتبصر في عواقب الأمور.
- 6- قوة تصريف العقل في طلب عاليات الأمور.
- 7-حلاوة الصوت ولين القول وطيب الكلام مع الناس أجمعين.
- 8- حسن معاشرة الإخوان، حيث تقدّم مرادهم على مرادك.
- 9-الإعراض عن الخلق بالكلية، والتوجّه بالكلية إلى الحق.
- 10-بذل الروح في الشوق إلى الحق وفي الوصول إلى حضرة الكريم.

وواضح أن هذه المبادئ لا تؤلف دينًا جديدًا، بل امتدادا طبيعيا التصوف السنيّ والطريقة القادرية التي تتخذ من الهند أرضا خصبا له.